# Pseudocroton
Pseudocroton é um género botânico pertencente à família Euphorbiaceae.

## Espécie
- Pseudocroton tinctorius Muell.Arg.